# 陳靳豫萱
陳靳豫萱（2000年11月19日—）為臺灣女子籃球運動員，來自新生國中，國中畢業後北上加入南山高中，105學年度HBL高中籃球聯賽時左膝開過刀，進入國立臺灣師範大學在一年級時換右膝接受了手術。

## 外部連結
- 陳靳豫萱在Eurobasket.com（球員）（英语）